# Dècada del 160

## Esdeveniments
- 166 - Els marcomans i aliats van envair el territori romà iniciant les anomenades Guerres Marcomanes que van durar fins a l'any 180.

## Personatges destacats
- Antoní Pius, emperador romà (138-161).
- Marc Aureli, emperador romà (161-180).
- Anicet I, papa (155-166).
- Soter I, papa (166-175).
- Avidi Cassi, un destacat general de Marc Aureli.
- Llucià, escriptor grec.